# 希拉·内文斯

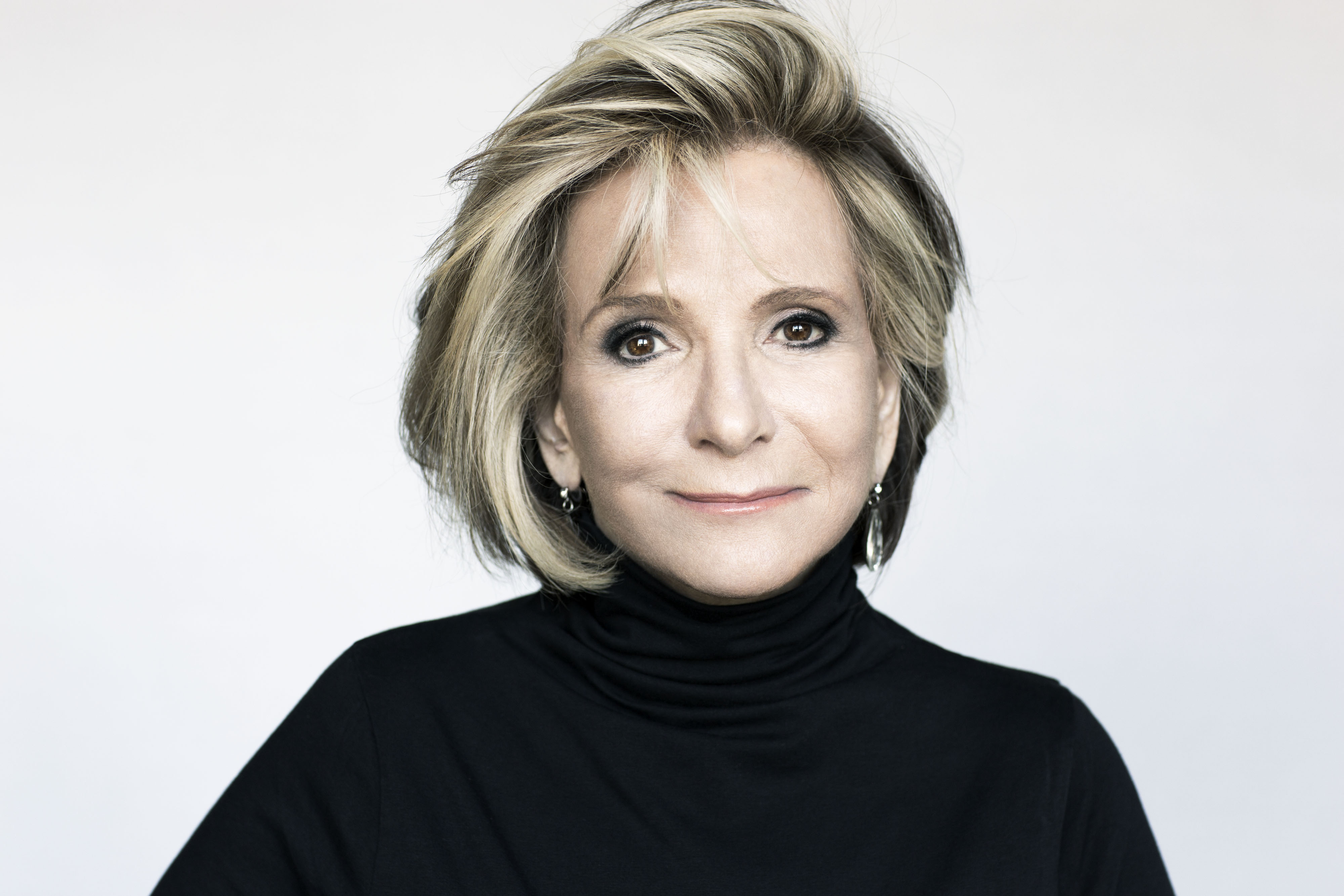
希拉·内文斯

希拉·内文斯(Sheila Nevins，1939年4月6日—) 是一位美国电视節目制片人，曾任MTV娱乐工作室纪录片部门负责人。 她曾为HBO制作了1000多部纪录片。 她参与制作的作品曾获得35项艾美奖、42项皮博迪獎和26项奥斯卡金像奖。内文斯自己還获得了31项黃金時段艾美獎。 她还是皮博迪獎的董事会成员。 